# Щёголев, Игорь Фомич
И́горь Фоми́ч Щёголев (4 октября 1929, Баку — 22 июня 1995, Черноголовка) — советский и российский физик, академик РАН (1994).

## Биография
В 1951 году окончил физический факультет МГУ.
После окончания университета работал в Институте физических проблем АН СССР под руководством Николая Евгеньевича Алексеевского. В 1961 году защитил диссертацию на соискание учёной степени кандидата физико-математических наук. С 1961 года работал в Институте химической физики АН СССР. Работал на кафедре общей физики МФТИ в 1966—1989 годах, читал лекции. В 1986 году перешёл в Институт физики твёрдого тела АН СССР, где трудился в качестве заведующего лабораторией сверхпроводимости.
23 декабря 1987 года был избран членом-корреспондентом АН СССР по специальности «экспериментальная физика». 31 марта 1994 года — действительным членом РАН по специальности «физика». Ушёл из жизни 22 июня 1995 года в результате инфаркта.

## Научные достижения
Занимался исследованиями в области физики органических металлов. Доказал, что поверхностный барьер играет главную роль в процессе проникновения магнитного поля в совершенные кристаллы. Входил в состав редакторов «Journal de Physique».

## Преподавание
Преподавал на кафедре общей физики МФТИ в 1966—1989 годах.

## Увлечения
Помимо науки серьёзно занимался спортом, имел звание мастера спорта по альпинизму.

## Память
В память об И. Ф. Щёголеве издательство «Янус» в 1996 году издало его книгу «Элементы статистической механики, термодинамики и кинетики», написанную на основе лекций в МФТИ. Помимо собственно учебного материала в книге есть замечательные фотографии и воспоминания друзей, коллег.

### Учебные пособия
- Элементы статистической механики, термодинамики и кинетики : Для студентов, аспирантов и науч. сотрудников / И. Ф. Щёголев. — М. : ТОО «Янус», 1996. — 248 с., [4] л. ил. : ил.; 22 см; ISBN 5-88929-009-6
  - 2-е изд., испр. — Долгопрудный (Моск. обл.) : Интеллект, 2008. — 207 с. : ил.; 22 см. — (Физтеховский учебник).; ISBN 978-5-91559-006-8

### Научно-популярные
- Температура и вещество / Чл.-кор. АН СССР А. И. Шальников, канд. физ.-мат. наук И. Ф. Щёголев. — Москва : Знание, 1963. — 30 с. : ил.; 22 см. — (Новое в жизни, науке, технике. 9 серия. Физика и химия; 9).